# Продаденият смях
„Продаденият смях“ е съветски двусериен музикален телевизионен филм, базиран на приказката „Тим Талер, или Продаден смях“ от Джеймс Крюс (1962) от 1981 г.

## Сюжет
Това е невероятна история за момче сираче, Тим Талер, което размени безценния си дар, безгрижен заразителен смях, за способността да спечели всеки залог. Тази фантастична сделка беше сключена с Барон Треч. Много скоро Тим осъзнава, че след като е загубил смеха си, той е загубил способността да устои на несгодите и въпреки несметното богатство, което може да получи сега, не може да се чувства щастлив.
Научен от горчив опит, че способността да бъдеш щастлив е много по-ценен дар от всички богатства на света, главният герой решава да върне смеха си на всяка цена, а верните му приятели му помагат в това. Те успяват да намерят решение само с един залог.

## Снимачен екип

### Създатели
- Сценарист: Инна Веткина
- Режисьор: Леонид Нечаев
- Оператор: Владимир Калашников
- Художник на продукцията: Алим Матвейчук
- Композитор: Максим Дунаевски
- Текст: Леонид Дербенев
- Втори режисьори: А. Календа, Валери Поздняков
- Оператори: Л. Лейбман, С. Туаев
- Звуков инженер: Сендер Шуман
- Редактор: Вета Коляденко
- Художник на костюмите: Нина Гурло
- Гримьор: Николай Немов
- Декоратор: Игор Окулич
- Майстор на осветлението: Сергей Лукянчик
- Асистенти на режисьора: Марина Матаева, В. Калашник
- Асистент на оператора: В. Калинин
- Помощници на художника: В. Щеголков, В. Полетаева
- Редактор: В. Гончарова
- Режисьор на картината: Федор Нечаев
- Инструментален ансамбъл „Фестивал“ с диригент Максим Дунаевски

### В ролите
- Александър Продан – Тим Талер, главен герой (вокали – Олга Рождественская)
- Павел Кадочников – Барон Чезаре (по-късно Чарлз) Трех, главният антагонист на филма (вокали – Генадий Трофимов)
- Евгения Григориева – Габи, най-голямата дъщеря на г-жа Бебер (вокал – Олга Рождественская)
- Анастасия Нечаева – Мари, най-малката дъщеря на г-жа Бебер
- Вадим Белевцев като Ервин, полубратът на Тим (епизод 1)
- Наталия Гундарева като г-жа Бебер, собственик на пекарна
- Екатерина Василиева – мащехата на Тим (епизод 1; вокали – Лариса Долина)
- Надежда Румянцева – Ема Рикерт
- Юрий Катин-Ярцев като Кристиан Рикерт, директор на корабната компания
- Гасан Мамедов – Крешимир
- Александър Галевски – Джони, кормчията на парахода „Делфин“ (епизод 2; вокали – Максим Дунаевски)
- Игор Дмитриев – 1-ви човек от свитата на Треч (магнетизиран)
- Борислав Брондуков – 2-ро лице от свитата на Треч (фотограф)
- Марк Айзикович – 3-ти човек от свитата на Трех (шофьор)
- Федор Никитин – учител (епизод 1)
- Леонид Бакщаев – бащата на Тим (епизод 1; вокали – Генадий Трофимов)
- Урмас Кибуспуу като Джовани, касиер на хиподрума (епизод 1; кредитиран като У. Кипуспуу)

## Песни
Във филма са включени песни на композитора Максим Дунаевски по думи на Леонид Дербенев:
Първи епизод:
- „Песен за смях“ – Генадий Трофимов
- „Песен на музикалната машина“ – Генадий Трофимов и Людмила Ларина
- „Без значение какво казва някой“ – Олга Рождественская, Людмила Ларина и Генадий Трофимов
- „Песен на договора“ – Генадий Трофимов
- „Големият дебат“ – Генадий Трофимов, Олга и Жана Рождественски
- „Песен на хиподрума“ – Максим Дунаевски Шаблон:Ref+
- Песента на мащехата – Лариса Долина

Втори епизод:
- „Песен на детството“ – Генадий Трофимов
- „Песента на негъра“ – Олга Рождественская
- „Песен на приятели“ – Олга Рождественская
- „Матросик“ – Жана Рождественская
- „Без значение какво казва някой“ (реприза) – Олга Рождественская, Людмила Ларина и Максим Дунаевски